# Denis Zoubko
Denis Ivanovitch Zoubko (en russe : Денис Иванович Зубко) est un footballeur international et entraîneur de football russe né le 7 novembre 1974 à Petrozavodsk.

## Biographie

### Carrière de joueur
Né et formé dans la ville de Petrozavodsk, Denis Zoubko intègre en 1991 l'équipe première de l'équipe locale du Spartak avec qui il fait la même année ses débuts professionnels en quatrième division soviétique à l'âge de 16 ans. Il rejoint l'année suivante le Smena-Saturn Saint-Pétersbourg où il passe deux saisons dans les divisions inférieures russes. Recruté en 1993 par l'équipe suisse du FC Zurich, il passe par la suite la saison 1993-1994 en prêt sous les couleurs du FC Baden au deuxième échelon avant de rentrer en Russie à l'été 1994 pour finir l'année au Smena-Saturn.
Zoubko est recruté en 1995 par le Zénith Saint-Pétersbourg et contribue cette année-là à la promotion du club qui termine troisième de la deuxième division. Découvrant ainsi le premier échelon lors de l'exercice 1996, il dispute cette année-là 28 rencontres en championnat pour sept buts marqués tandis que le Zénith termine dans le milieu de classement.
Rejoignant par la suite le Rotor Volgograd en 1997, Zoubko s'y impose rapidement au sein de l'équipe titulaire et passe les huit saisons qui suivent au club, disputant notamment la Coupe UEFA en 1997 et en 1998. Il connaît également durant cette période ses seules sélections avec la Russie, jouant quatre rencontres sous Boris Ignatiev entre 1997 et 1998. Dans les années qui suivent, les résultats du Rotor se dégradent progressivement et la relégation du club au terme de la saison 2004 ainsi que les problèmes financiers qu'il rencontre alors amènent finalement à son départ en fin d'année.
Zoubko fait par la suite son retour au deuxième échelon en signant à l'Oural Iekaterinbourg pour les saisons 2005 et 2006 puis au Terek Grozny en 2007, contribuant lors de cette dernière année à la promotion du club qui termine deuxième du championnat en inscrivant huit buts. L'année suivante sous les couleurs du Kouban Krasnodar est encore plus prolifique, Zoubko étant cette fois buteur à 18 reprises tandis que le club est lui aussi promu en fin d'année après avoir fini deuxième.
Ces performances lui valent d'être recruté par le club kazakh du FK Atyraou pour la saison 2009. Buteur à neuf reprises en championnat, il s'y démarque plus particulièrement dans la coupe du Kazakhstan, étant notamment l'unique buteur de la finale victorieuse contre le Chakhtior Karagandy au mois de novembre 2009. Il fait l'année suivante son retour en Russie à l'Oural Iekaterinbourg avant de passer ses dernières années au troisième échelons sous les couleurs du Rotor Volgograd puis de l'Energia Voljski pour finalement mettre un terme à sa carrière à l'âge de 38 ans en début d'année 2013,.

### Carrière d'entraîneur
Peu après la fin de sa carrière de joueur, Denis Zoubko se reconvertit rapidement comme entraîneur et intègre l'encadrement de l'Energia Voljski dès le mois de mars 2013 avant de devenir entraîneur principal du club au mois d'octobre. Il amène par la suite le club à la dernière place de la zone Sud du troisième échelon à l'issue de la saison 2013-2014 avant de s'en aller à la suite de la dissolution de l'équipe professionnelle. Il fait par la suite son retour au Rotor Volgograd où il devient adjoint d'Oleg Veretennikov entre juin 2014 et avril 2015.
Zoubko connaît une deuxième expérience comme entraîneur principal en prenant la tête du Karelia Petrozavodsk pour la saison 2015-2016. Après avoir amené l'équipe à l'avant-dernière place de la zone Ouest, il quitte ses fonctions après le retrait du club en fin de saison. Nommé par la suite à la tête du FK Kolomna au mois de mars 2017, Zoubko mène notamment le club à la treize place du groupe Ouest lors de l'exercice 2017-2018 avant d'être renvoyé à la fin du mois d'avril 2019.

## Statistiques
| Saison                | Club                           | Championnat           | Championnat | Championnat | Coupe(s) nationale(s) | Coupe(s) nationale(s) | Compétition(s) continentale(s) | Compétition(s) continentale(s) | Compétition(s) continentale(s) | Total | Total |
| Saison                | Club                           | Division              | M.          | B.          | M.                    | B.                    | Comp.                          | M.                             | B.                             | M.    | B.    |
| 1991                  | Spartak Petrozavodsk           | D4                    | 13          | 1           | -                     | -                     | -                              | -                              | -                              | 13    | 1     |
| 1992                  | Smena-Saturn Saint-Pétersbourg | D3                    | 35          | 6           | 3                     | 0                     | -                              | -                              | -                              | 38    | 6     |
| 1993                  | Smena-Saturn Saint-Pétersbourg | D2                    | 17          | 3           | 1                     | 0                     | -                              | -                              | -                              | 18    | 3     |
| 1993-1994             | FC Baden                       | D2                    | 17          | 5           | -                     | -                     | -                              | -                              | -                              | 17    | 5     |
| 1994                  | Smena-Saturn Saint-Pétersbourg | D2                    | 19          | 6           | -                     | -                     | -                              | -                              | -                              | 19    | 6     |
| 1995                  | Zénith Saint-Pétersbourg       | D2                    | 21          | 4           | 1                     | 0                     | -                              | -                              | -                              | 22    | 4     |
| 1996                  | Zénith Saint-Pétersbourg       | D1                    | 28          | 7           | 1                     | 0                     | -                              | -                              | -                              | 29    | 7     |
| Sous-total            | Sous-total                     | Sous-total            | 150         | 32          | 6                     | 0                     | -                              | -                              | -                              | 156   | 32    |
| 1997                  | Rotor Volgograd                | D1                    | 34          | 4           | 3                     | 0                     | C3                             | 6                              | 0                              | 43    | 4     |
| 1998                  | Rotor Volgograd                | D1                    | 30          | 5           | 5                     | 2                     | C3                             | 2                              | 0                              | 37    | 7     |
| 1999                  | Rotor Volgograd                | D1                    | 30          | 6           | 2                     | 3                     | -                              | -                              | -                              | 32    | 9     |
| 2000                  | Rotor Volgograd                | D1                    | 18          | 0           | 1                     | 0                     | -                              | -                              | -                              | 19    | 0     |
| 2001                  | Rotor Volgograd                | D1                    | 14          | 3           | 1                     | 0                     | -                              | -                              | -                              | 15    | 3     |
| 2002                  | Rotor Volgograd                | D1                    | 25          | 2           | 1                     | 1                     | -                              | -                              | -                              | 26    | 3     |
| 2003                  | Rotor Volgograd                | D1                    | 20          | 3           | 1                     | 0                     | -                              | -                              | -                              | 21    | 3     |
| 2004                  | Rotor Volgograd                | D1                    | 22          | 1           | 4                     | 0                     | -                              | -                              | -                              | 26    | 1     |
| Sous-total            | Sous-total                     | Sous-total            | 193         | 24          | 18                    | 6                     | -                              | 8                              | 0                              | 219   | 30    |
| 2005                  | Oural Iekaterinbourg           | D2                    | 34          | 4           | 1                     | 0                     | -                              | -                              | -                              | 35    | 4     |
| 2006                  | Oural Iekaterinbourg           | D2                    | 30          | 4           | 3                     | 0                     | -                              | -                              | -                              | 33    | 4     |
| 2007                  | Terek Grozny                   | D2                    | 36          | 8           | 3                     | 1                     | -                              | -                              | -                              | 39    | 9     |
| 2008                  | Kouban Krasnodar               | D2                    | 42          | 18          | 2                     | 0                     | -                              | -                              | -                              | 44    | 18    |
| 2009                  | FK Atyraou                     | D1                    | 25          | 9           | 3                     | 2                     | -                              | -                              | -                              | 28    | 11    |
| 2010                  | Oural Iekaterinbourg           | D2                    | 22          | 3           | -                     | -                     | -                              | -                              | -                              | 22    | 3     |
| 2011-2012             | Rotor Volgograd                | D3                    | 31          | 7           | 2                     | 1                     | -                              | -                              | -                              | 33    | 8     |
| 2012-2013             | Energia Voljski                | D3                    | 21          | 2           | 1                     | 0                     | -                              | -                              | -                              | 22    | 2     |
| Sous-total            | Sous-total                     | Sous-total            | 241         | 55          | 15                    | 4                     | -                              | -                              | -                              | 256   | 59    |
| Total sur la carrière | Total sur la carrière          | Total sur la carrière | 584         | 116         | 39                    | 10                    | -                              | 8                              | 0                              | 631   | 126   |

## Palmarès
FK Atyraou
- Vainqueur de la Coupe du Kazakhstan en 2009.